# Parti progressiste conservateur du Québec
 (mai 2015).
Si vous disposez d'ouvrages ou d'articles de référence ou si vous connaissez des sites web de qualité traitant du thème abordé ici, merci de compléter l'article en donnant les références utiles à sa vérifiabilité et en les liant à la section « Notes et références ».
Le Parti progressiste-conservateur du Québec (en anglais : Progressive Conservative Party of Quebec) est un ancien parti politique québécois fondé en 1982 afin de porter les idées du Parti progressiste-conservateur du Canada à l'échelle de la province. Il n'y a cependant jamais eu de cousinage entre les deux partis, le leader fédéral Joe Clark marquant clairement ses distances avec lui. 
Le parti a présenté des candidats aux élections de 1985 et 1989, n'obtenant que des scores marginaux, et a été dissous en 1998 après plusieurs années sans activités réelles. Il disparait en 1998

## Histoire
De 1982 à 1985, le parti est en sommeil, jusqu'à ce que le chef Denis Carignan passe la main à André Asselin, un avocat maire de la petite ville de Sainte-Émélie-de-l'Énergie et président de l'Union des conseils municipaux régionaux du Québec, pour devenir chef du parti. Le PPCQ compte sur sa notoriété locale pour le crédibiliser. Cependant, au même moment, Brian Mulroney déclare à la presse à l'issue d'une réunion avec le chef du Parti libéral du Québec Robert Bourassa que les conservateurs ne souhaitent pas créer d'antenne provinciale et ne soutient pas le projet.
André Asselin est candidat lors de l'élection partielle de juin 1985 dans L'Assomption, il est battu par le libéral Jean-Guy Gervais mais termine deuxième avec 31,79, devançant le Parti québécois. 
Ce bon score permet au parti d'afficher des ambitions pour l'élection générale québécoise de 1985. Il y présente 48 candidats mais c'est un échec : le parti ne récolte qu'1.03 % des suffrages, aucun député n'est élu et André Asselin recule nettement dans L'Assomption, n'obtenant plus que 14,57 % et la troisième place. Il dénonce ensuite un sabotage du parti par les conservateurs fédéraux, qui ne leur ont donné aucun appui - moral ou financier - ne permettant pas au PPCQ d'être audible durant la campagne.
André Asselin démissionne de son poste de chef à l'approche de l'élection générale québécoise de 1989. Robert Coppenrath le remplace pour couvrir l'élection mais seuls 12 candidats sont présentés et le parti n'obtient que 0,14 % des voix.
Miné par des centaines de milliers de dollars de dettes, le parti est dissous peu de temps après et perd sa reconnaissance officielle du DGEQ en 1998.

## Chefs
- Denis Carignan : 1982-1985
- André Asselin : 1985-1989
- Robert Coppenrath : 1989

## Résultats électoraux
| Élection                             | Nombres de Candidats | Sièges | %    |
| ------------------------------------ | -------------------- | ------ | ---- |
| Élection générale québécoise de 1985 | 48                   | 0      | 1,03 |
| Élection générale québécoise de 1989 | 12                   | 0      | 0,14 |